# ロッキートビバッタ
ロッキートビバッタ (学名: Melanopolus spretus、英: Rocky Mountain locustまたはRocky Mountain grasshopper) はアメリカ合衆国西部の全域およびカナダ西部の一部に生息していたものの、20世紀初頭に絶滅したワタリバッタ (トビバッタ) の一種である。

## 概要
比類を絶する大群をなして移動することで知られ、特に1875年の大発生時は、広さにして51万平方キロメートル (19万8千平方マイル) にわたり、コロラド州の面積2倍相当 (日本の国土全体の1.3倍以上) の規模であった。これは一説によると質量にして2750万トン、個体数にして12兆5千億匹と推定され、「史上最大の動物の群集」としてギネス世界記録に登録されている。
しかしながら、この大発生から30年も経たずに完全に絶滅しており、最後に生存が目撃されたのは、カナダ南部で1902年のことである。当時の研究者たちは絶滅を全く予期しておらず、絶滅の原因は諸説があるものの断定されていない。20世紀後半に入ると、氷河内に堆積していたロッキートビバッタの死骸が氷解して採取可能となり、調査研究が続けられている。しかし調査は難航しており、21世紀に入ってからも「北アメリカ大陸における生態学の謎」と評されている。
学名のspretusには「忌み嫌われている」との意味があり、大量発生すると、相変異によって体色が本来の緑から茶色に変化し獰猛化する。18世紀から19世紀にかけて、繰り返し甚大な蝗害 (こうがい) を引き起こし、人々の生活を脅かした。過去に大規模な蝗害につながった種の数は世界的に10を超えているが、北米大陸ではロッキートビバッタの1種のみである。

## 生物学上の分類
英語圏における一般名の「グラスホッパー」(英: Grasshopper) は、バッタやイナゴなどの総称である。このグラスホッパーは通常、温帯地域を中心に単体で生息しているものの、何らかの理由で大量発生し、群れを成して移動する時期がある。このような相変異を起こしたグラスホッパーのことを、特に「ワタリバッタ」(英: Locust) と呼んでいる。ロッキートビバッタもこのワタリバッタの一種である。
生物学的には、グラスホッパーはバッタ目 (Orthoptera) に属しており、バッタ目全体は以下のように分類される。
- バッタ目 (Orthoptera)
  - バッタ亜目 (Caelifera)
    - バッタ下目 (Acrididea)
      - バッタ上科（英語版） (Acridoidea)[19]
        - フキバッタ亜科 - ロッキートビバッタの属するMelanoplus以外に、ミヤマフキバッタ属 (Parapodisma)、タイリクフキバッタ属 (Sinopodisma)、サッポロフキバッタ属 (Podisma)、ハネナガフキバッタ属 (Ognevia) などが分類される[20]。
        - トノサマバッタ亜科[20]
        - ショウリョウバッタ亜科[20]
        - イナゴ亜科 など[20]

      - クビナガバッタ上科 (Eumastacoidea)（英語版）
      - Locustopsoidea上科[21]
      - セミバッタ上科 (Pneumoroidea)（英語版）
      - オンブバッタ上科 (Pyrgomorphoidea)（英語版）
      - Tanaoceroidea上科
      - ヒシバッタ上科 (Tetrigoidea)[22]
      - Trigonopterygoidea上科

    - ノミバッタ下目 (Tridactylidae)（英語版）[23]

  - キリギリス亜目 (Ensifera) - スズムシ、キリギリスなど含む7つの上科で構成

ロッキートビバッタの分類と命名は紆余曲折の歴史を辿ったことから、参照する文献の年代や著者によって、ロッキートビバッタを指し示す用語が異なる。
ロッキートビバッタは当初、Caloptenus spretusというラテン語名で呼ばれていた。1866年、昆虫学者のベンジャミン・ダン・ウォルシュは、「ウーラー氏 (Mr. Uhler) が生物学上の論文記載なしで」命名し、かつ「spretusは『忌み嫌われている』との意味であり、当時の昆虫学者から実際に忌み嫌われ、見過ごされてきた」として、Caloptenus spretusの概要を論文に記している。ウーラーは当時、グラスホッパーの標本を収集・保管する際にこのspretusという名称を使っており、他の昆虫学者たちに標本を提供していた。12年後の1878年の文献上では、同じく昆虫学者のサイラス・トーマスがCaloptenus spretusの命名者は自分であると主張している。しかしながら後の研究者たちはトーマスの記載など手続上は不十分であり、かつウォルシュが1866年に論文記載したとして、ウォルシュを命名者と認めている。
現在使われているMelanoplus spretusの学名 (つまりCaloptenus属からの付け替え) は、昆虫・古生物学者サミュエル・ハバード・スカダーの1878年論文で使用されている。後述の通り、スカダーは多数のグラスホッパー標本を集めて研究し、Melanoplus属の大々的な再分類を1878年に行っている。
ロッキートビバッタと他種との区別・混同もたびたび起こっており、古くは1875年のチャールズ・バレンタイン・ライリー論文に見られる。ライリーはCaloptenus atlantisの名で論文記載を行っているものの、後にこれはロッキートビバッタの矮小型 (小型個体) だと判明している。また20世紀に入ってからも、Melanoplus sanguinipesが群生相に相変異したのがMelanoplus spretus (ロッキートビバッタ) であると主張する学者が複数存在した。さらにMelanoplus sanguinipesがMelanoplus mexicanusと混同された時期もある。最終的には、GurneyとBrooksの1959年共著論文によって、ロッキートビバッタはMelanoplus sanguinipesとは別種だと結論付けられている。

## 特徴
前述のスカダーによると、ロッキートビバッタの属するMelanoplusは、1898年当時に公表されているだけでも計131の種類が存在し、生息域はほぼ北米に集中している。スカダーはグラスホッパーの標本を約8000匹検証しており、うち約7000匹はMelanoplusに分類されると報告している。
Melanoplusの全長はバッタ下目の中では小さい部類に入るものの、眼の大きさは標準的なサイズである。顔は前から見ると斜角がきつい。触角はハバチ亜目に属するハチの一種 (forefemur、複数形; forefemora) よりも長く、頭頂には小窩 (foveola) がない。額部分 (fastigium) はほぼ下に垂れていて、羽の付け根にあたる前縁脈 (frontal costa) へとつながっている。前胸腹板 (prosternum) には微突起があり、ヒトで言うところの首や肩に該当する箇所 (carina) の側面はほぼ見当たらない。後肢の先端には爪に付属した爪間盤 (arolium) があり、後肢の脛節 (tibia、脚の4番目の節で腿節と付節の間にある) は滑らかで突起物はない。付節の2番目の関節は1番目の半分の長さである。
Melanoplus属全体で見ると、オスとメスの標本出現率はほぼ同じである。しかしロッキートビバッタ (Melanopolus spretus) に限定すると、オスが276匹なのに対し、メスは439匹と出現率に明白な差が生じていることから、ロッキートビバッタ固有の特徴であるとスカダーは捉えている。
ミシガン大学動物博物館の集約したデータによると、ロッキートビバッタの成虫は平均体長が20-35mmと小さい。長い翅を持つのが特徴で、広げた時には腹部よりも3割ほど長くなる。現存する種の中ではアカアシトビバッタ (学名: Melanoplus femurrubrum) に見た目が近いとされているが、ロッキートビバッタの方が小さく、またオスの腹の最後の節に刻みが付いている点がアカアシトビバッタとの差異である。静止した状態で脚をこすり合わせることで音を出し、ロッキートビバッタの群れはこの音で互いに意思疎通を図っていた。
生息地域は主にロッキー山脈の東側斜面であり、高度2000フィートから1万フィート (約600メートルから3000メートル) の乾燥地帯である。多湿の低地には適していないものの、本来の生息地域で草が不足してくると、エサを求めて低地のプレーリー (温帯の大草原であり穀倉地帯として知られる) に移動してくる。大発生は干ばつがトリガーとなると考えられており、乾季に東から西への気流に乗ってプレーリーに大量移動してくるのは毎年ではなく、特定の数年間のみである。特に移動期の最後2年間で大発生する。大発生した年には大量の卵がプレーリーで産みつけられるものの、プレーリーでの生育環境が適合せず、孵化しても生存率は低かった。
1匹のメスが1回の産卵で産むのは100匹程度である。産卵時期は晩夏から初秋にかけてだが、孵化するのは翌年の春である。具体的には、最低気温が華氏50度 (摂氏10度) の状態が2,012時間 (83.8日)、かつそのうち1,228時間 (51.2日) が華氏60度以上の状態に達すると孵化すると試算されている。なお、所要日数は気温の上昇で短縮化する (ネブラスカ州グランドアイランドのケース)。生後6 - 8週間はロッキートビバッタの特徴である翅がないことから、周囲を這ってエサを探す。もともとは緑色をしているが、大量発生すると褐色に変色して行動が獰猛化し、食欲と繁殖力を増していく。

## 蝗害

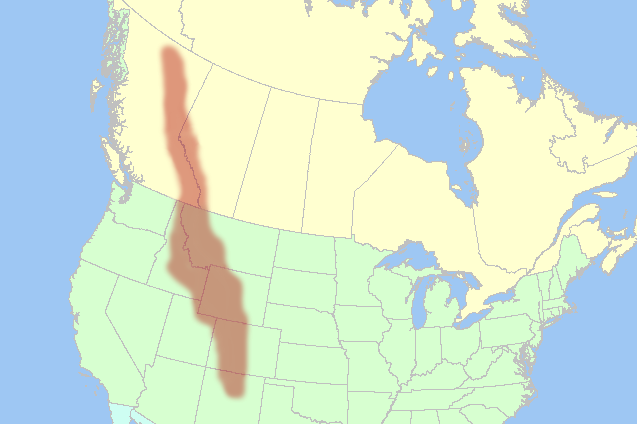
ロッキー山脈の位置

蝗害 (こうがい) とは、バッタやイナゴが大量発生して飛来し、農作物などを食い荒らす災害である。「蝗」(イナゴ) の漢字が充てられているが、ワタリバッタによるものも蝗害と呼ばれる。大規模な蝗害を引き起こした種は世界的に10種類以上が確認されているが、北米大陸ではロッキートビバッタの1種のみである。
古くはメイン州で1743年から1756年にかけて、またバーモント州では1797年から1798年にかけてロッキートビバッタによる蝗害が確認されている (両州とも大西洋側、つまり北米大陸東部に位置する)。その後19世紀に入ると西部開拓時代を迎え、ロッキートビバッタの生息に適した西方へと農地が開拓されていったことから、農業に与える蝗害の影響は深刻化している。程度に差はあるものの、1828年、1838年、1846年および1855年に大発生が確認されており、西部全域にその影響は広がった。1856年から翌57年、および1865年にはミネソタ州に、また1856年から1874年の間にはたびたびネブラスカ州にも蝗害が及んでいる。
大規模な発生が最後に確認されたのは1873年から1877年であり、コロラド州、カンザス州、ミネソタ州、ミズーリ州、ネブラスカ州を含む広域で、農作物の被害額は1874年の単年のみで2億ドルに上った (2018年の消費者物価指数で換算すると44億ドル超に相当する)。ロッキートビバッタは特にムギなどの穀類を好んだものの、エサとなるのは草や農作物だけでなく、革製品や木材、羊毛なども含まれ、またごく稀なケースでは服を着た人間の背面を襲うこともあった。ロッキートビバッタがエサにしなかったのは、トマトやトウゴマの実、ラズベリーなどごく一部の野菜や果物に限られていた。
翌1875年の大発生は特に「アルバート大群」と呼ばれており、ギネス世界記録に登録された数値によると、12兆5千億匹の大群だったと推定されている。なお、2004年に公表された別推計によると、アルバート大群は3兆5千億匹だったとの説もある。証言・分析によると、地上1マイル (約1.6キロメートル) をロッキートビバッタの大群は5日間途切れることなく通過しており、この数値からロッキートビバッタは横110マイル (約177キロメートル)、長さ1,800マイル (約2,897キロメートル) の帯状に群れを成して飛来したと推定されている。「巨大な雲のようでもあり、吹雪のようでもあり、蒸気で陽光を遮っていた」とある農家は証言している。

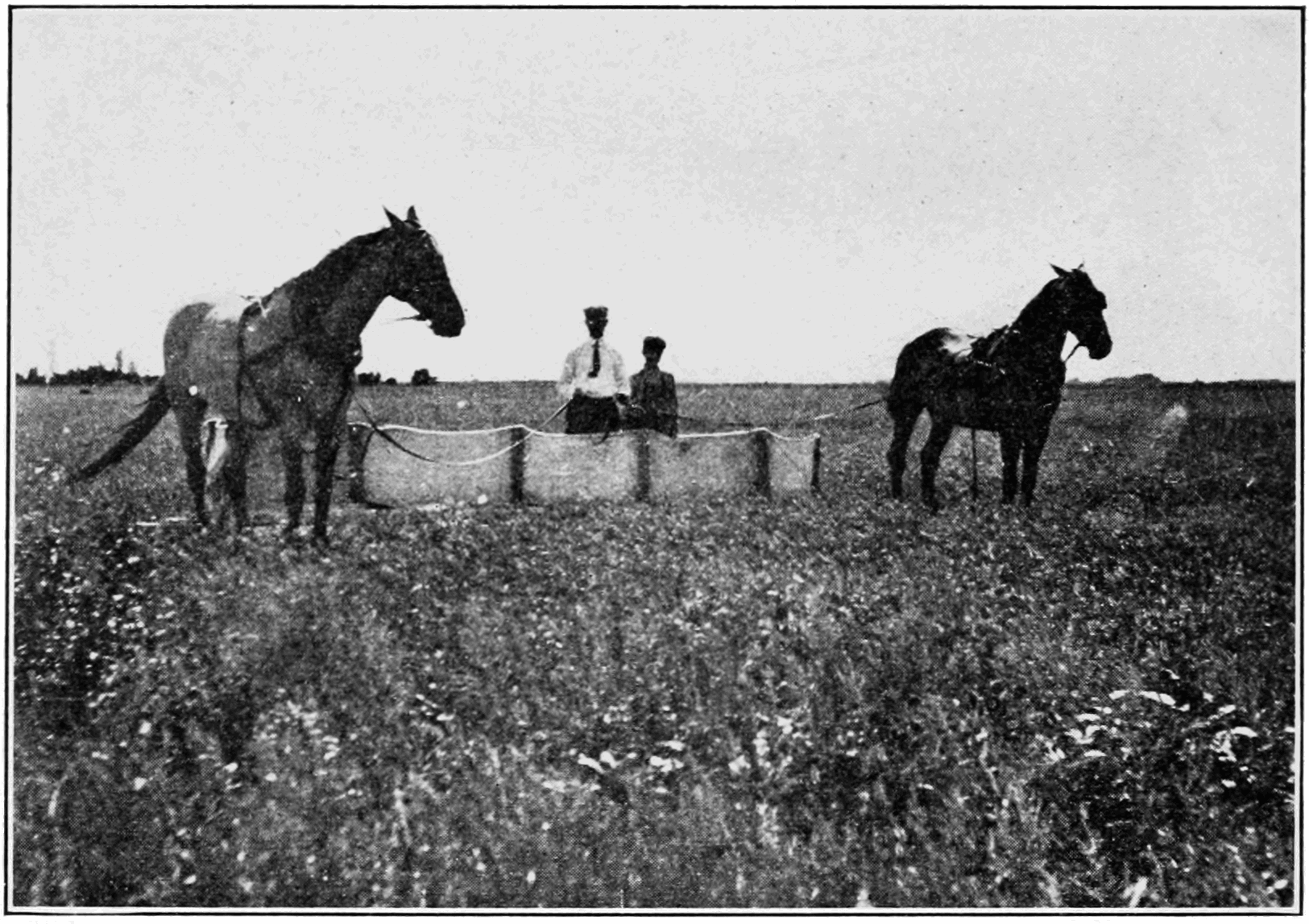
ホッパードーザーの使用光景

駆除の方法は多岐に渡っており、火薬を使ったり、塹壕を掘ってロッキートビバッタを焼却処分したり、耕作機の一種である「ホッパードーザー」(hopperdozers) も使用された。このホッパードーザーとは、ブルドーザーのような横長の板を馬の後ろにつけて地面を掻き出し、バッタが飛び上がったところを毒または液体燃料の入った受け皿で捕獲する仕組みである。また、掃除機のような機械で吸い取って駆除することもあった。しかしこれらの駆除方法は効果が限定的であり、被害を食い止めるには至らなかった。ミズーリ州政府所属でロッキートビバッタ対策の第一人者として知られる昆虫学者ライリーは、ロッキートビバッタを塩コショウで味付けしてバターで炒めるレシピを考案した。このレシピは一般に受け入れられたものの、「このおぞましい生物を食してもすぐに腹が減るだけだ」との反応もあった。
1877年のネブラスカ州議会では、16歳から60歳の者は繁殖期に最低2日間は駆除作業に従事することを義務付ける、その名も「グラスホッパー法」を成立させ、違反者には罰金10ドルを課した。同年、ミズーリ州ではロッキートビバッタを駆除した量に応じて懸賞金制度を設けており、1ブッシェル (容積にして約35リットル) あたり、3月には1ドル、4月には50セント、5月には25セント、6月には10セントが支払われた。同様に、プレーリー地帯の他州でも類似の懸賞金制度が採用されている。
ライリーの働きかけにより、連邦議会下院は1877年、ロッキートビバッタの研究を主目的としてアメリカ合衆国昆虫学委員会を内務省傘下の政府機関として公式に設立した。当委員会では5年間にわたり、包括的な年次報告書をとりまとめている。初代議長にはライリーが就任したほか、上述のトーマス、アルフェウス・スプリング・パッカード、ジョン・ヘンリー・コムストックなどの識者が委員を務めた。

## 絶滅
昆虫学委員会が発足したちょうどその頃、多雨に見舞われたことからロッキートビバッタは自然減少したものの、当時の昆虫学者たちは次の干ばつを契機に大発生が再来すると予測しており、絶滅するとは考えられていなかった。しかし、大発生の特定年間に限り、プレーリーで繁殖が行われており、かつ世代交代するごとに繁殖数は減り、大発生の地域もロッキー山脈から次第に離れていった。その絶滅要因は諸説あるものの、21世紀に入ってからも断定できていない。20世紀後半には氷河が氷解し、そこからロッキートビバッタの個体が見つかっている。これらの代表的な氷河は、アブサロカ・ベアトゥース自然環境保護地域 (ロッキー山脈の一部を形成) にあるグラスホッパー氷河のほか、ワイオミング州フレモント郡にあるウィンドリバー氷河や同州のナイフポイント氷河などである。氷河から収集したロッキートビバッタの死骸を用いて、ジェフリー・A・ロックウッドは1990年以降、研究に取り組んでいるものの、解明のカギとなるオスの生殖器が標本から分析困難な状態である。2005年時点でロックウッドは「まさに北米大陸における生態学のナゾだ」と述べている。最後に生きた個体の標本が確認されたのは1902年のことであり、国際自然保護連合 (IUCN) では2014年に絶滅種として登録している。以下、絶滅の諸説を紹介する。

バイソン乱獲地域 (動物学者ウィリアム・テンプル・ホーナデイによる調査)。ロッキートビバッタ絶滅との関係も示唆されている。
初期
1870年時点
1889年時点

まず、バイソン (アメリカ野牛) やビーバーの乱獲による減少が、ロッキートビバッタの減少と相関しているとの説がある。バイソンもグラスホッパーと同様に草食動物であり、両種は数千年の間、草原で共生してきた。この間、バイソンが草原の生態系に影響を及ぼし、その結果ロッキートビバッタの繁殖・生育に優位に働いたとする説である。
マメ科の植物であるムラサキウマゴヤシ (アルファルファ) を原因とする説もある。アルファルファはロッキートビバッタの好物だが、幼虫の生育に有害だとの研究結果がある。
Melanopolus spretusという種のワタリバッタが群生したものをロッキートビバッタと呼んでいたことから、この種が絶滅したのではなく、もともとは孤独相のバッタが、環境変化に適合してロッキートビバッタの大群に変化したとする説も存在していた。すなわち、絶滅したのではなく姿を変えただけで現存しているとの主張である。しかしながら、様々な種のバッタを高密度の環境に置く実験を行ったものの、ロッキートビバッタのような習性は見られなかった。博物館の標本や類似の種から採取したミトコンドリアDNAを解析した結果、バッタ科フキバッタの一種であるブルーナートビバッタ (学名: Melanoplus bruneri) に近似の可能性はあるものの、ロッキートビバッタは独自の種であり現在では絶滅したと推定される。
また、蝗害を避けるために栽培品種を冬小麦に切り替えている。冬小麦の収穫は初夏であることから、ロッキートビバッタの飛来前に収穫を終えることができるためである。このような農業現場での努力も奏功し、蝗害への脅威が低減するとともに、ロッキートビバッタの大幅な個体数減少にもつながった。1880年代後半には蝗害から復興し、洪水被害を受けたオハイオ州 (北米大陸北東部) に向けて、プレーリー地帯からトウモロコシを供給できるまでに農業生産性は回復している。
その他の説としてプレーリー、特にミシシッピー川流域での農地開拓と灌漑によって、ロッキートビバッタの生態系に影響を与えたと考えられており、前述のロックウッドがこの説を支持している:11–12。開墾や耕作、洪水によって、1平方インチ (約6.45平方センチメートル) あたり150個以上の卵嚢を駆除したと推定する当時の報告書なども存在する。

## 関連作品
『大草原の小さな家』で知られる作家ローラ・インガルス・ワイルダーの実家はミネソタ州西部で麦栽培を営んでおり、1874年夏から1875年夏にかけてロッキートビバッタによる壊滅的な被害を受けている。この様子は『プラム・クリークの土手で』(1937年出版) の中で自叙伝的に語られている。
また、ノルウェー系アメリカ人作家のオーレ・エドヴァルト・レルヴォーグは、小説『大地の巨人』の中で、自身と妻の家族の実体験に基づいてロッキートビバッタによる蝗害を描写している。